# 감자 수확
〈감자 수확〉(프랑스어: La Récolte des pommes de terre, 영어: The Potato Harvest)은 장프랑수아 밀레가 1855년에 그린 그림이다. 볼티모어의 월터스 미술관에 소장되어 있다.

## 역사
프랑스의 옛 지방인 노르망디 지역에서 자란 장프랑수아 밀레는 힘든 야외 노동을 하며 자랐다. 그는 화가가 되기 위해 공부한 후 농부들이 농사를 짓는 모습을 그리는 데 전념했다. 그의 작품 주제는 종종 어린 시절의 주변 환경이나 기억에서 가져왔다.
1850년대에 밀레는 자신의 주제를 풍경에 접목시키기 시작했다. 〈감자 수확〉은 1867년 만국 박람회에서 국제적인 찬사를 받은 9개 작품 중 하나이다.

## 구성
〈감자 수확〉은 바르비종과 샤이(Chailly) 사이의 평원에서 일하는 농부들을 묘사하고 있다. 이 작품은 농민들의 생존을 위한 투쟁을 대표하는 주제를 담고 있다. 밀레는 거친 질감의 캔버스 위에 두껍게 도포된 페이스트와 같은 안료를 통합하는 기술을 사용하여 이 그림을 그렸다.